# 当代古典主义建筑

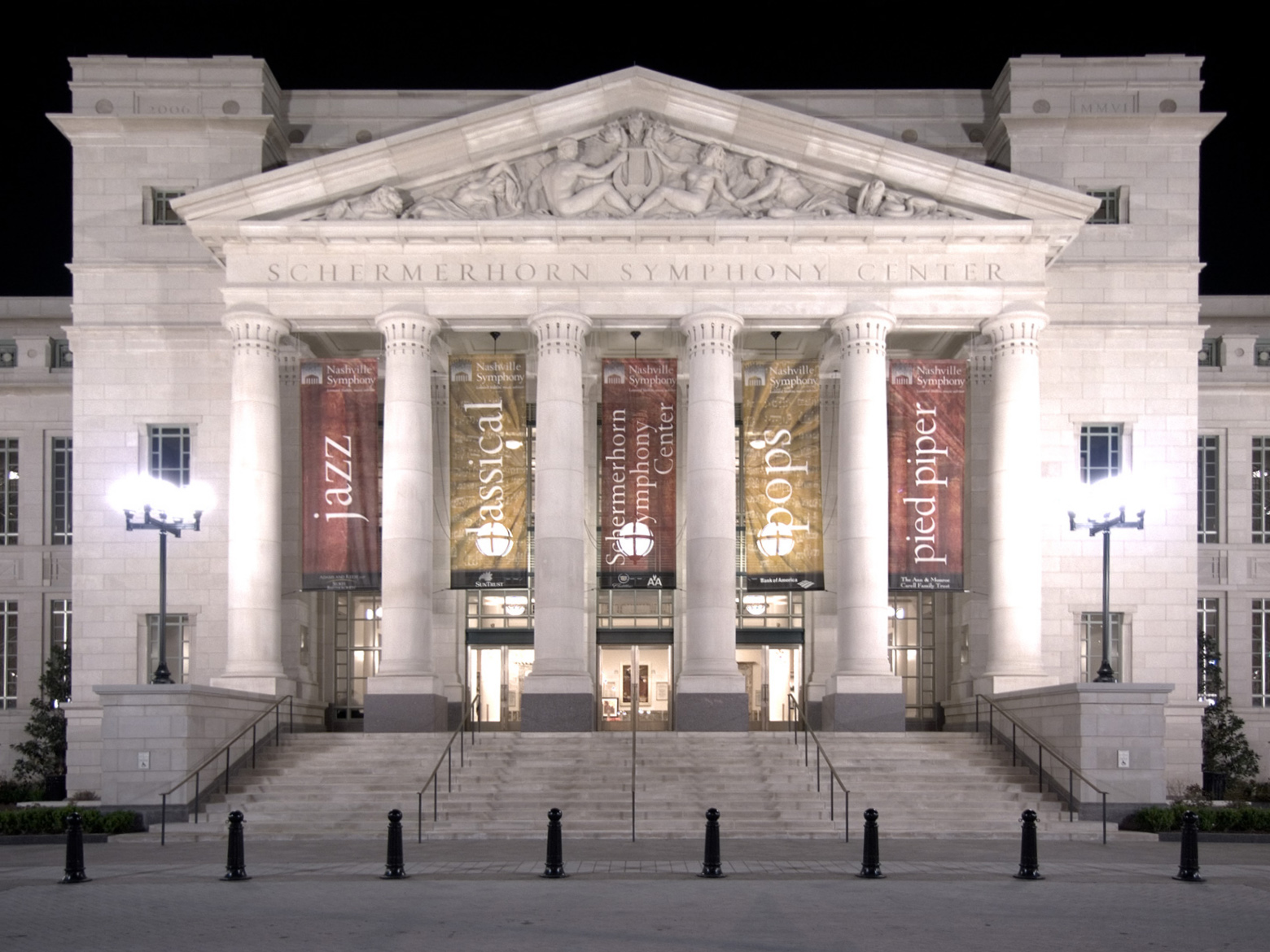
田纳西州纳什维尔的舍默霍恩交響樂中心，2006年开业

當代古典建築（英語：New Classical architecture）是一個延續古典主義建築和傳統鄉土建築的實踐的現代建築運動。即使現代主義和其他後古典的建築理論佔據了主導地位，這些傳統建築的設計和建造在整個二十世紀和二十一世紀仍是連續的。由於當代古典主義建築不是一種建筑风格，並且可以以各種形式出現，所以當代古典建築也可能被稱為傳統主義、新歷史主義（或歷史主義、復興式），或簡單地稱為新古典主義建築，以表明其對特定歷史風格的延續，儘管這些稱呼並不準確。

## 发展

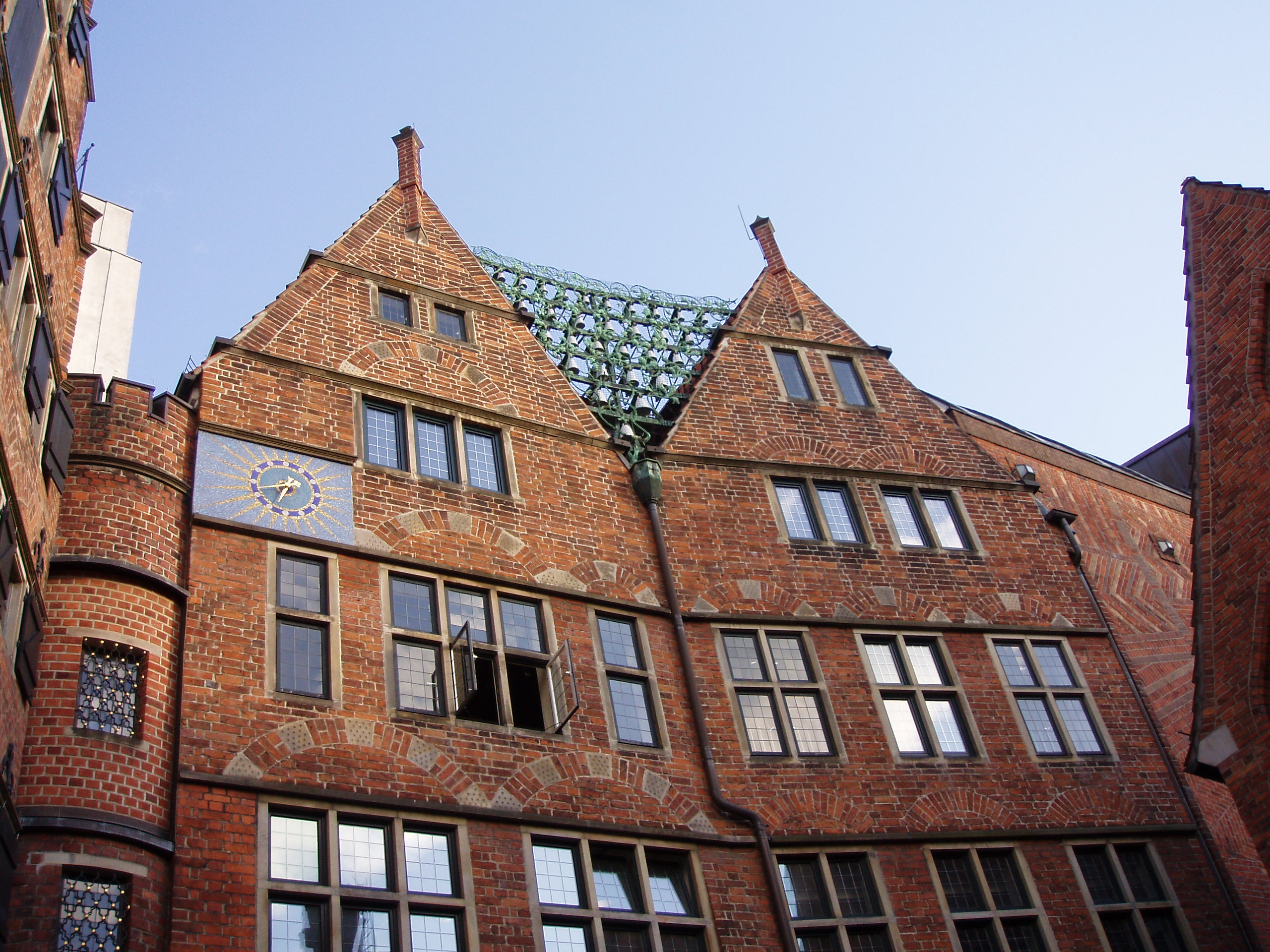
18世纪20年代德国不来梅贝特夏街道的乡土建筑

在20世紀初，歷史主義和新藝術派仍然是德國的主導風格。奧地利建築師阿道夫·路斯批評當時的建築太「浮誇」和「華麗」，並在1910年的文章《装饰与罪恶》中渴望徹底拋棄建築裝飾物。早在首批主要的現代主義運動如制造联盟和包豪斯在德國獲得支持時，对繼續發展古典風格的渴望就萌芽了。1904年到1955年左右，Heimatschutz風格在德國蓬勃發展，專注於本土傳統，可以粗略地翻譯成「文化保護風格」。這種早期多了當代古典風格的例子有漢堡博物館、明斯特的Prinzipalmarkt和弗罗伊登施塔特的集市廣場。第二次世界大戰中，德國被盟軍猛烈轟炸之後，阿道夫·阿貝爾（Adolf Abel）、羅德里奇·菲克（Roderich Fick）、康斯坦蒂·古奇（Konstanty Gutschow）、维尔纳·马尔希、保羅·施密特納（Paul Schmitthenner）、朱利葉斯·舒爾特-弗羅林德（Julius Schulte-Frohlinde）和魯道夫·沃爾特（Rudolf Wolters）等建築師利用Heimatschutz和其他傳統設計手法協助戰後重建被毀壞的德國城市。
在英國，建築師雷蒙德·厄里斯於20世紀60年代末和70年代初繼續設計古典房屋。一位繼續實踐的當代古典建築師昆兰·特里原本是他的員工，後來成為合夥人，現在是已故雷蒙德·厄里斯的繼承者。20世紀70年代後期，歐洲的幾位年輕建築師開始挑戰建築和規劃界的現代主義的主張。為了宣傳， Leon Krier和Maurice Culot在布魯塞爾創立了現代建築檔案館（Archives d'Architecture Moderne），並開始在建築和規劃界發表反對現代主義的文本和項目。這得到了威爾斯親王查爾斯，尤其是其王子建築社區基金會的贊助。

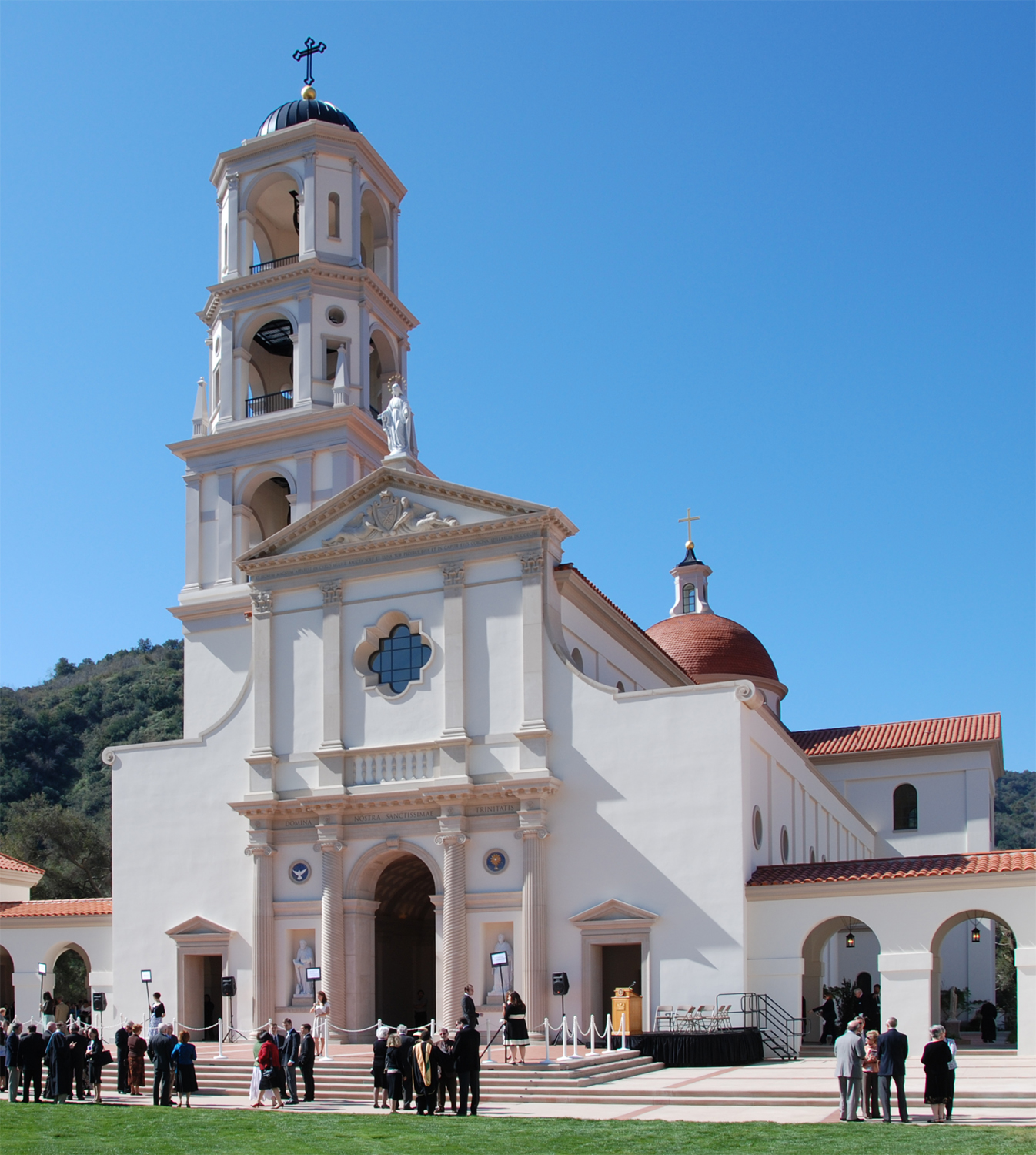
Duncan Stroik設計的托馬斯阿奎那斯學院的小禮拜堂（2009年完成）

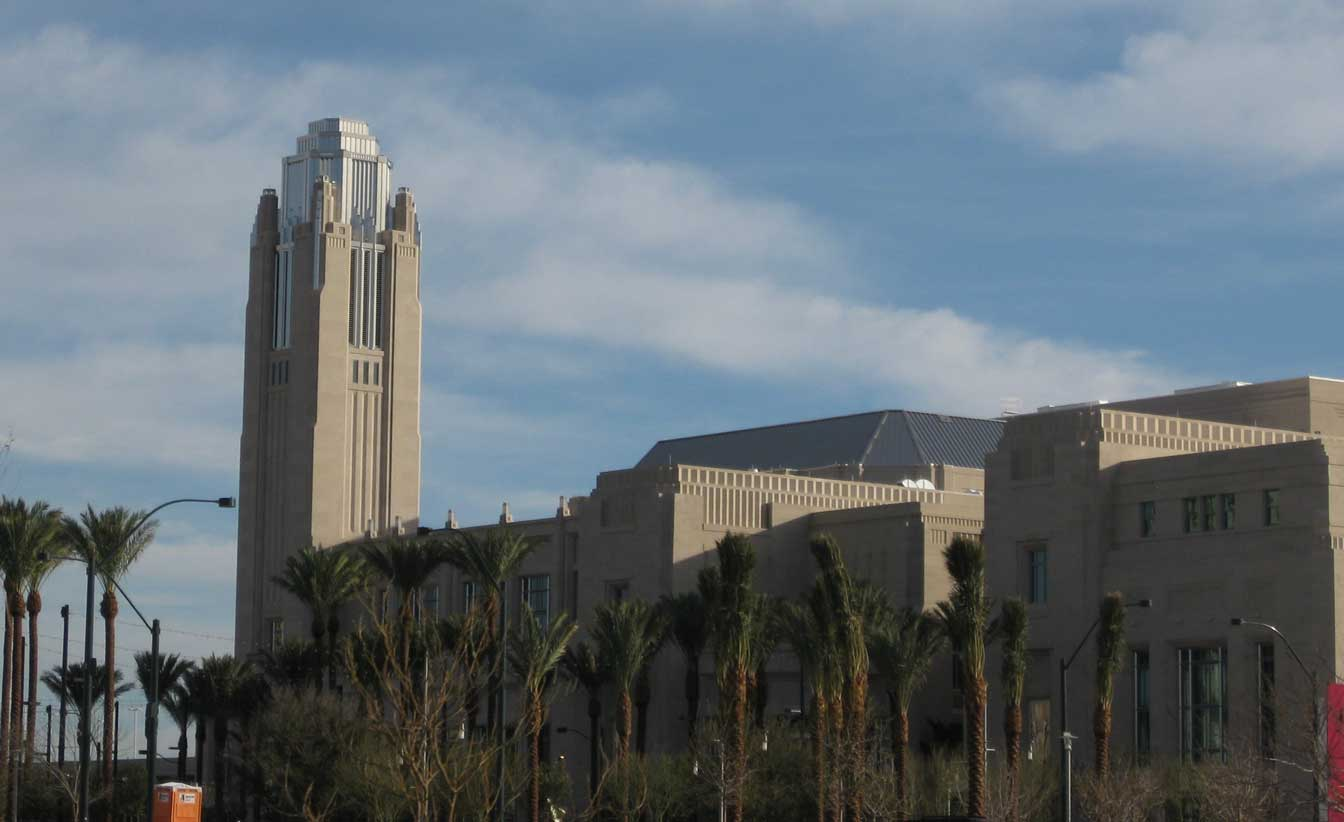
拉斯維加斯的史密斯表演藝術中心於2012年開業。由David M. Schwarz設計。新装饰风艺术[6]風格呼應了胡佛水壩，這是該市水電的來源。

隨著對建築史上知識淵博的教授的需求，一些建築學院開設了博士項目，以區別於之前的建築史學家就讀的藝術史博士課程。在美國， 麻省理工學院和康奈爾大學是首批，於20世紀70年中期設置，隨後是哥倫比亞大學、伯克利大學和普林斯頓大學。新設立的建築歷史項目的創始人包括威尼斯建築史研究所的布鲁诺·赛维、麻省理工學院的Stanford Anderson和Henry Millon、建築聯盟學院的Alexander Tzonis、普林斯頓的Anthony Vidler、威尼斯大學的Manfredo Tafuri、哥倫比亞大學的Kenneth Frampton和蘇黎世聯邦理工學院的Werner Oechslin和Kurt Forster。20世紀70年代，這些項目的創建的同時，眾多建築學院還招聘了受過專業訓練的歷史學家：南加州建筑学院的Margaret Crawford（加州大學洛杉磯分校博士）、羅德島設計學院的Elisabeth Grossman（布朗大學博士）、康奈爾大學的 Christian Otto（哥倫比亞大學博士）、羅杰威廉姆斯大學的Richard Chafee（考陶尔德学院博士），以及哈佛大學的Howard Burns（國王學院碩士）。
近年來，後現代建築發展了對現代主義建築美學的批判。其中包括一些有影響力的後現代主義建築師，如查爾斯·摩爾、羅伯特·文丘里和麥可·葛瑞夫，他們用古典元素作為諷刺圖案來批評現代主義的貧乏。更廣泛陣營的二十多位建築師、理論家和歷史學家提出了現代主義以外的其他選擇。其中有幾位嚴肅的新古典建築師，視古典主義為正統的建築表達方式，他們之中有些人後來成為了Driehaus獎獲得者，包括托马斯·毕比和羅伯特·斯坦恩等一些人，他們既有後現代模式，也有古典模式的實踐。一些後現代主義企業，如Stern和Albert, Righter & Tittmann，完全從後現代設計轉向重新詮釋傳統建築。1979年羅馬美國學院羅馬獎獲得者托馬斯·戈登·史密斯（Thomas Gordon Smith）是查爾斯摩爾的跟隨者。1988年，史密斯出版了《Classical Architecture - Rule and Invention》（古典建築——規則與發明），並於1989年被任命為聖母大學建築系主任，該系現為建築學院。現時還有其他項目，分別在邁阿密大學、猶他大學、安德魯斯大學，以及2013年起的科羅拉多大學丹佛分校傳統建築高級研究中心，會教授當代古典建築。
除了這些學術發展之外，當代古典主義的一種平民和專業表達已經存在並還在繼續發展。1963年，麦金米德与怀特建筑师事务所設計的紐約賓夕法尼亞車站被拆除，引發了由Henry Hope Reed, Jr.領導的古典美國（Classical America）及其地區分會的組成。古典美國倡導欣賞受古典風格影響的建築，並通過教授建築師繪製古典柱式、舉辦徒步旅行、教育活動、會議，以及出版“古典美國藝術與建築系列”（The Classical America Series in Art and Architecture），來推動當代古典和傳統設計的實踐。2002年，當時的古典建築學院（Institute of Classical Architecture）與古典美國合併，組建了古典建築學院&古典美國（Institute of Classical Architecture & Classical America），即今古典建築與藝術學院（Institute of Classical Architecture & Art，簡稱ICAA）。ICAA目前支持並受支持於美國各地區分會，幾乎所有地區分會都舉辦獎項計劃，以表彰當代古典和傳統設計和建築方面取得的重大成就。ICAA出版同行評審期刊《The Classicist》，專門致力於建築、都市和相關藝術中當代古典主義的理論和實踐。ICAA為建築和設計專業人士提供教育課程，其大多遵循巴黎国立高等美术学院的方法。ICAA還提供面向普通大眾的教育課程，並創立了諸如美術工作室（Beaux Arts Atelier）、美國建築設計師協會住宅設計高級課程（the Advanced Program in Residential Design for the American Institute of Building Designers）以及許多其他獨特的課程。
2003年，芝加哥慈善家理查德·H·德里豪斯（Richard H. Driehaus）設立了一個建築獎，授予「作品體現了社會中古典和傳統建築與都市主義的原則，並形成積極、持久的影響」的建築師。德里豪斯建築獎由聖母大學建築學院授予，被視為現代主義普利茲克獎的替代物。德里豪斯獎與里德獎一起頒發 ，適用建築行業以外的，通過寫作、規劃或宣傳來支持傳統城市、建築和藝術的培育的個人。其他知名的古典建築獎項有Palladio獎、Edmund N. Bacon獎，以及ICAA為建築畢業生頒發的Rieger Graham獎。

## 案例

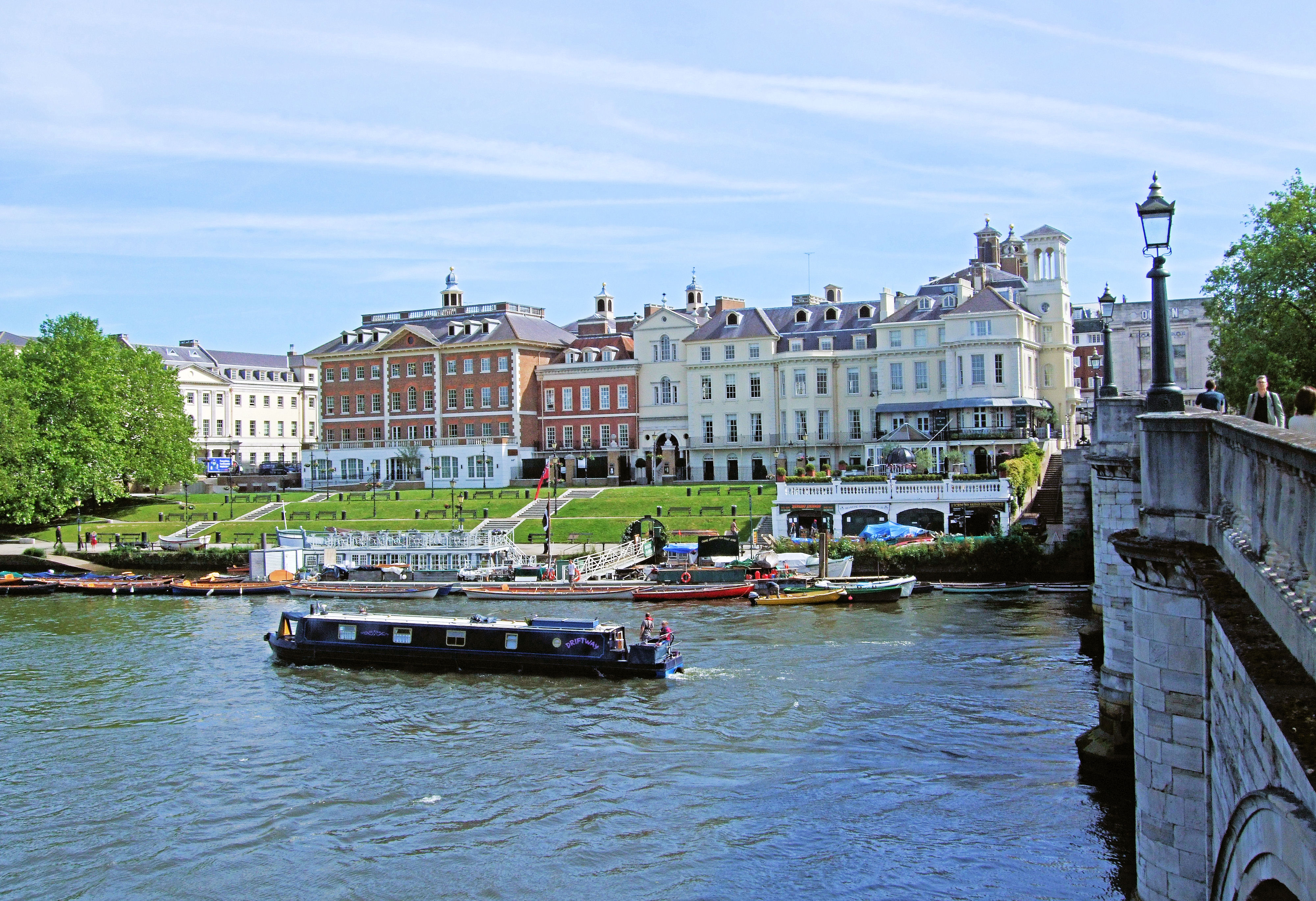
倫敦里奇蒙河畔（昆兰·特里（英语：Quinlan Terry），1984-87）
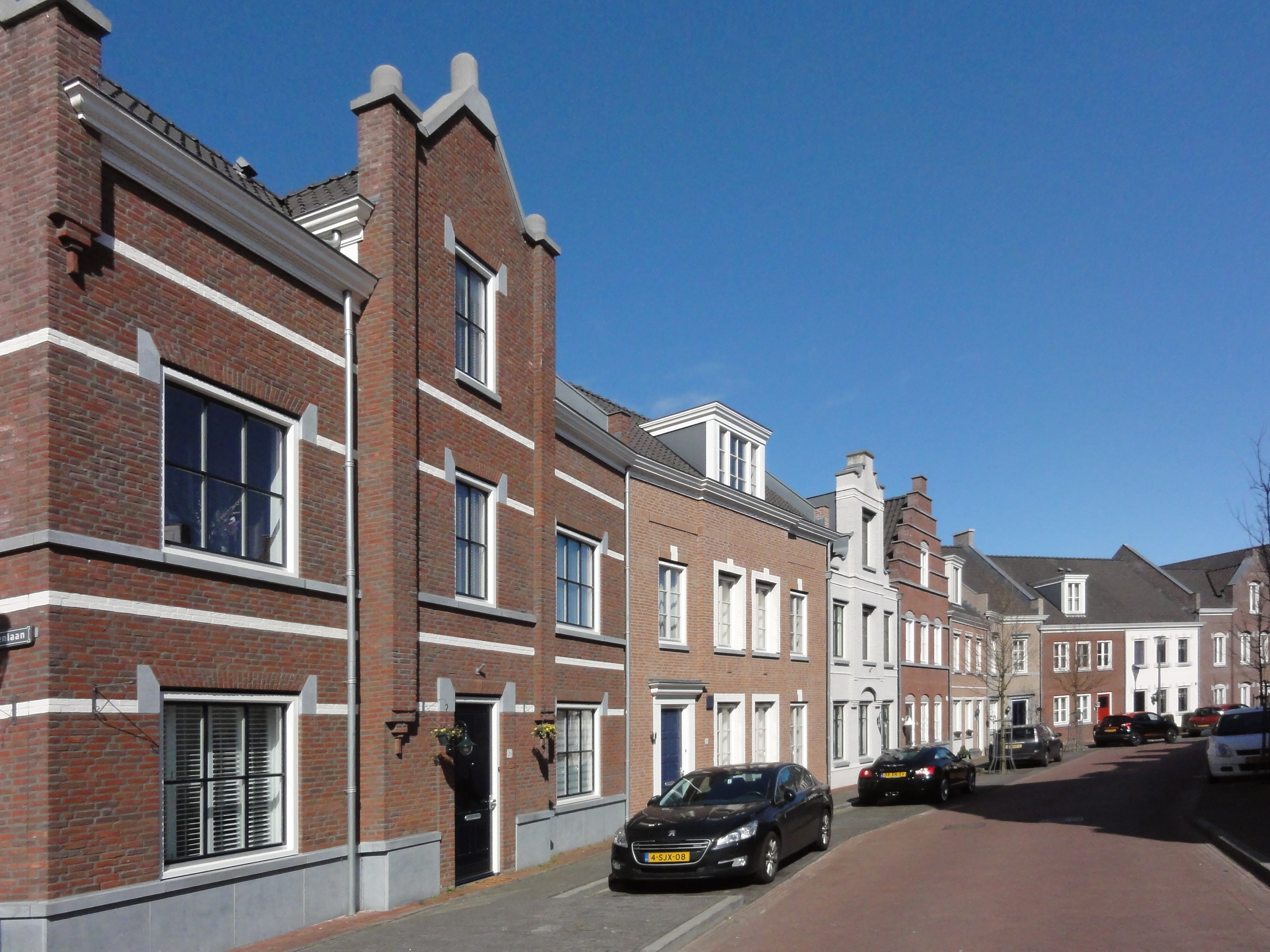
荷蘭Brandevoort
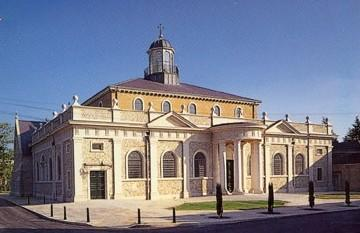
英格蘭布倫特伍德主教座堂（昆兰·特里）
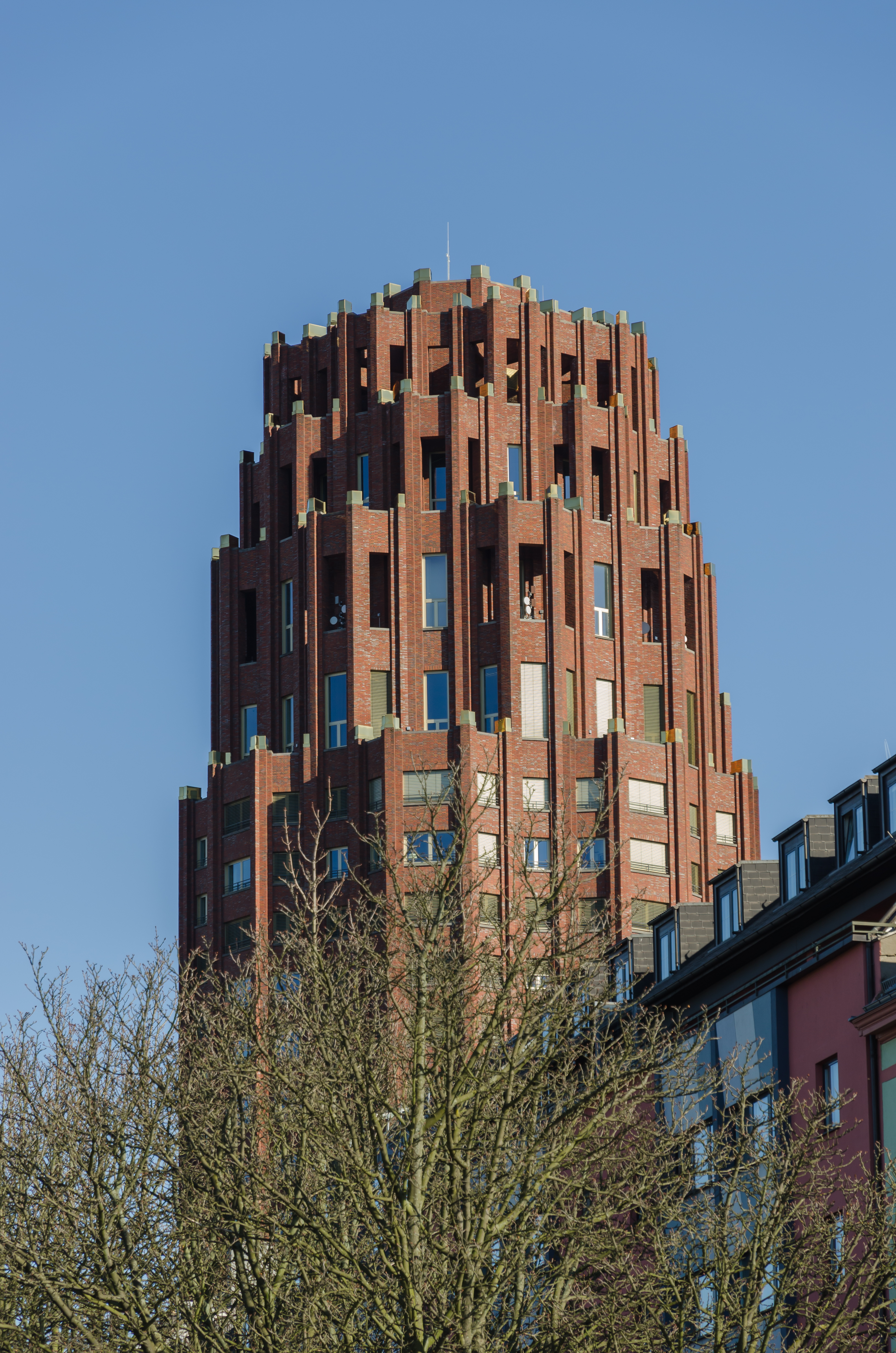
德國法蘭克福的主廣場（Hans Kollhoff）
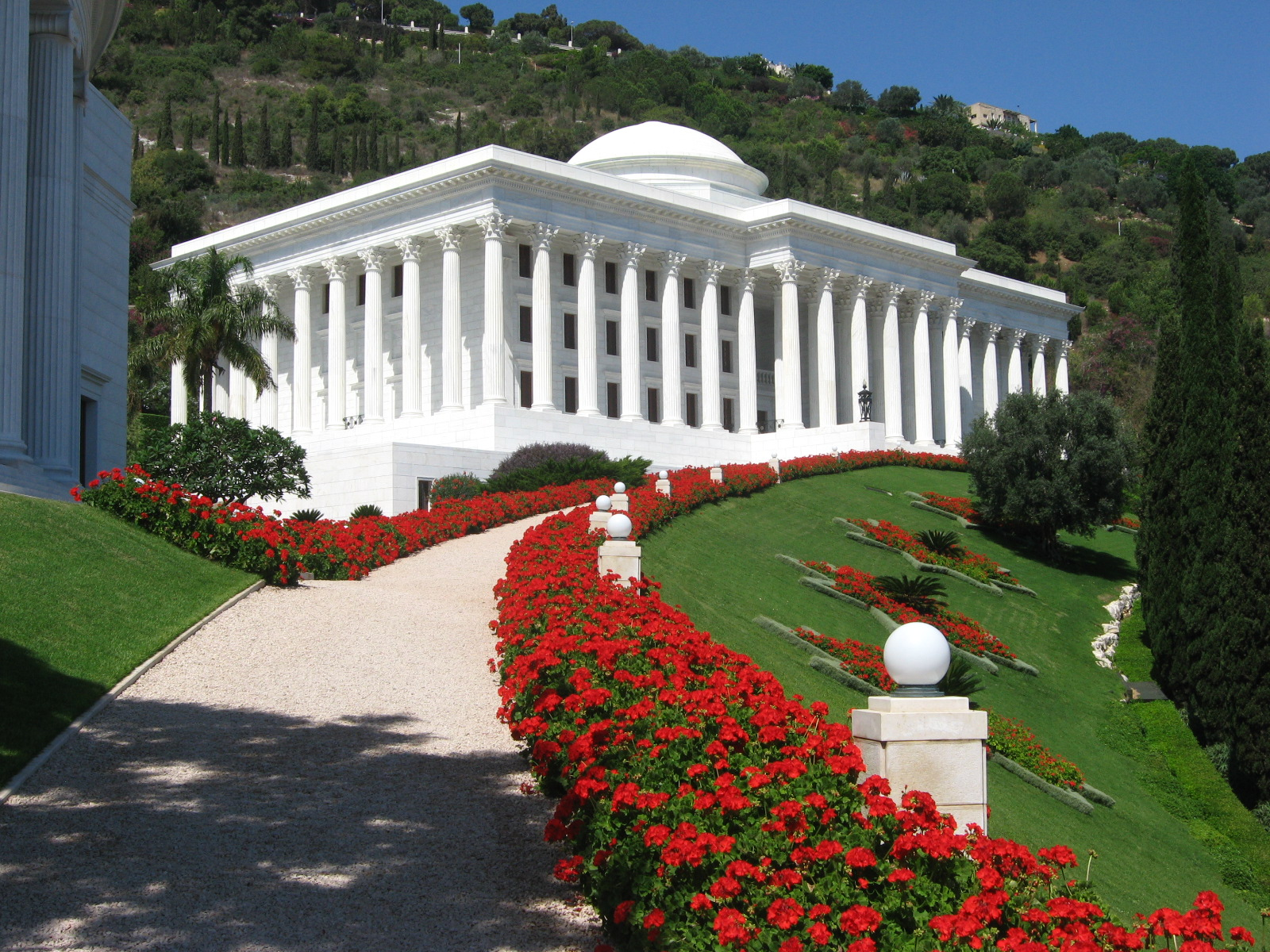
以色列海法，世界正义院, 1983
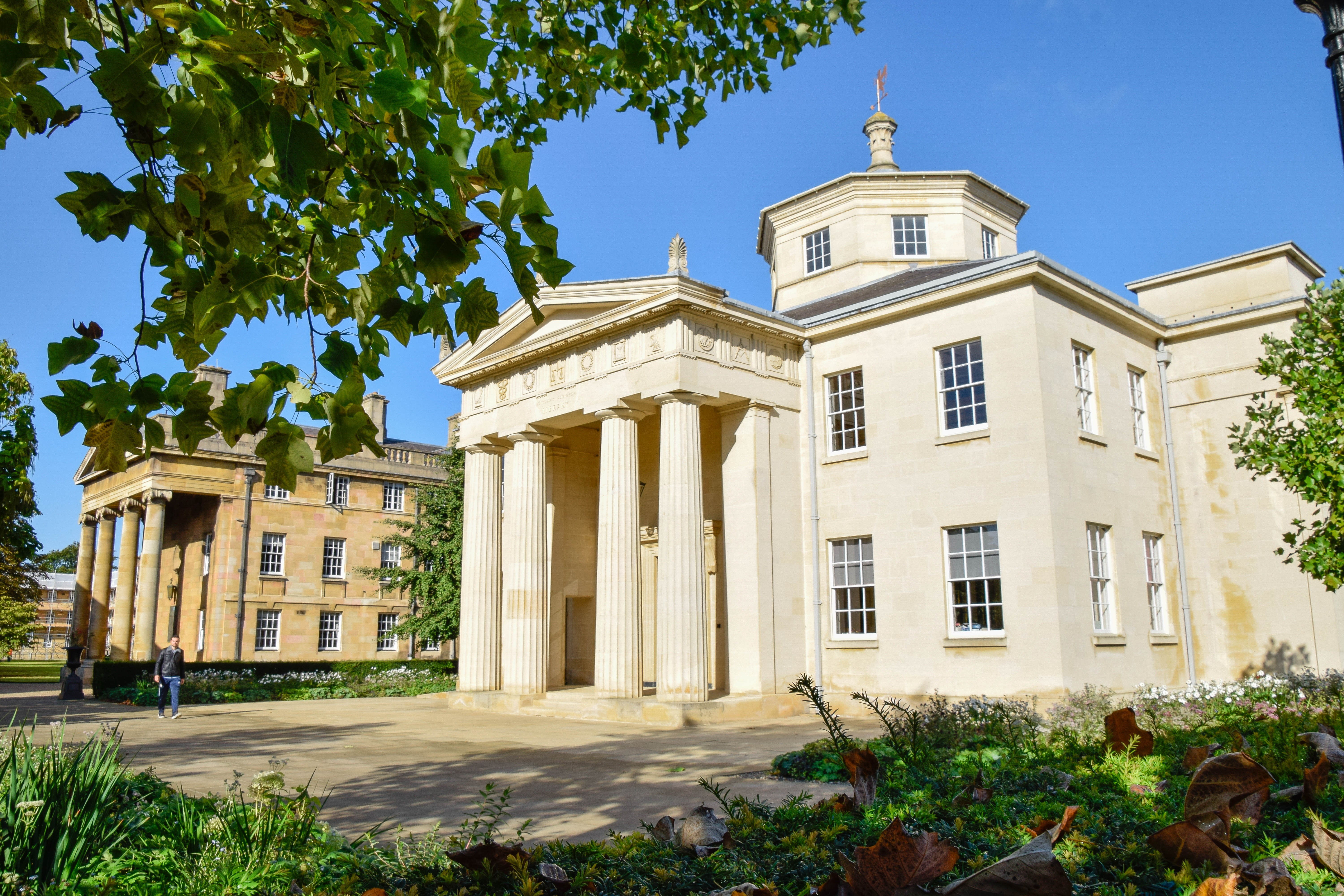
英格兰, 剑桥大学唐宁学院梅特兰-罗宾逊图书馆, 昆兰·特里（英语：Quinlan Terry）, 1992
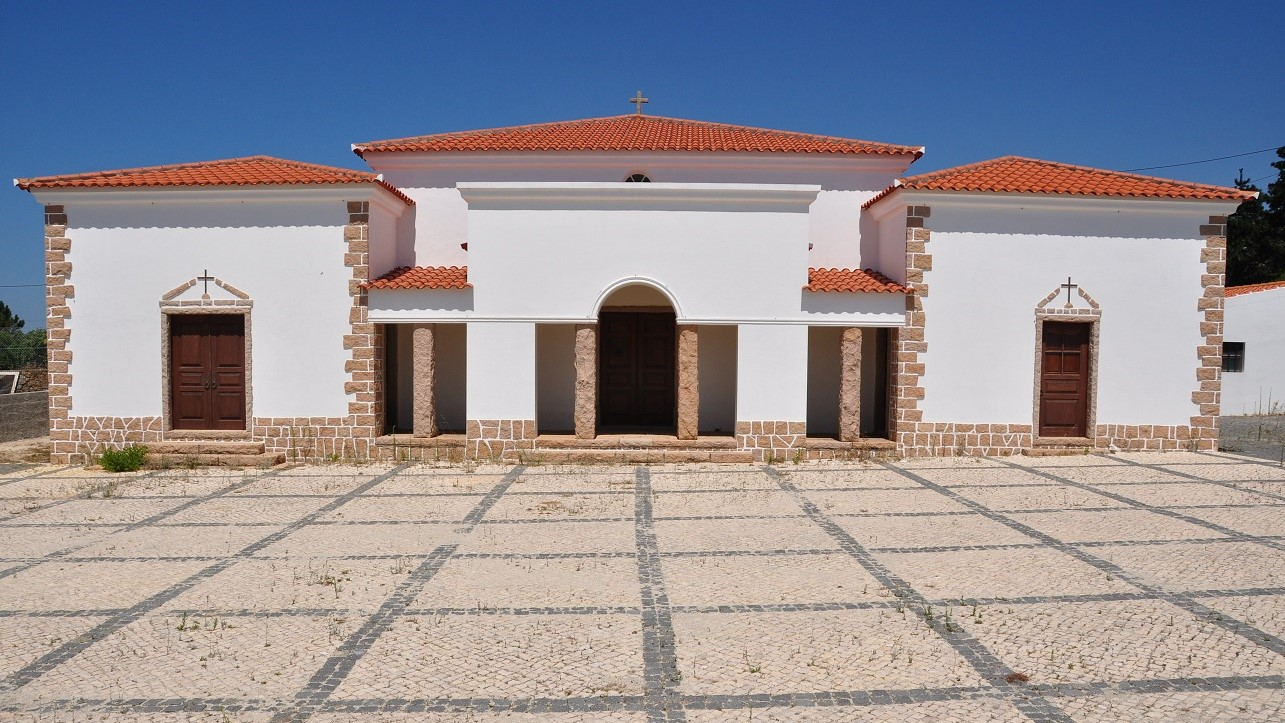
葡萄牙科拉雷斯的Nossa Senhora da Saúde教堂，1995，José Cornélio da Silva
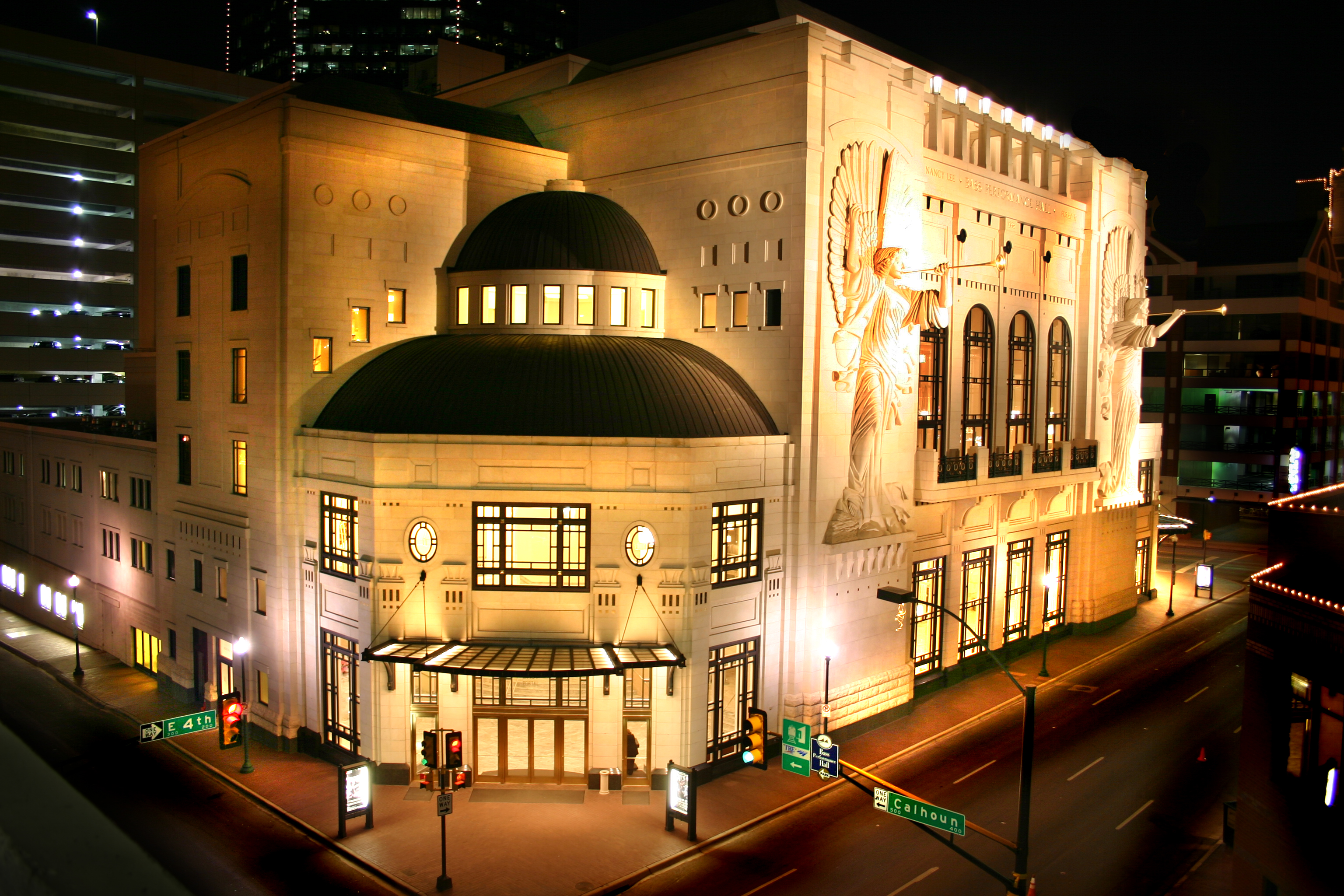
美國沃思堡Nancy Lee and Perry R. Bass Performance Hall (David M. Schwarz, 1998)
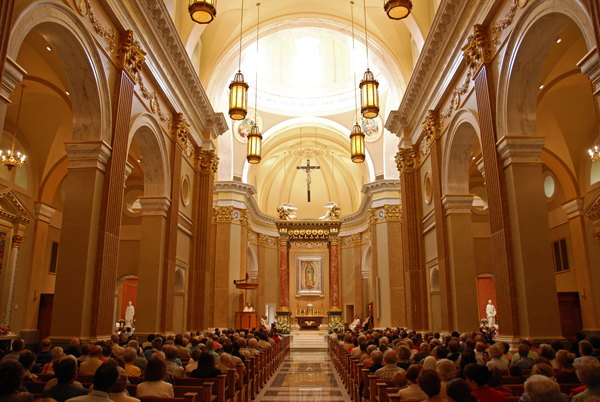
美國拉克罗斯Shrine of Our Lady of Guadalupe（Duncan G. Stroik, 2004–2008）
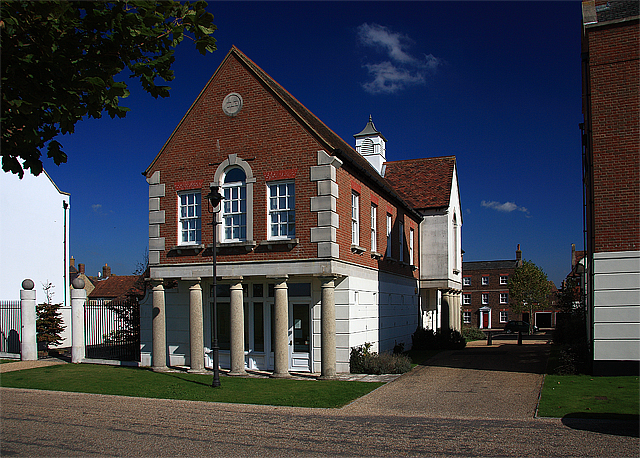
英格蘭庞德伯里
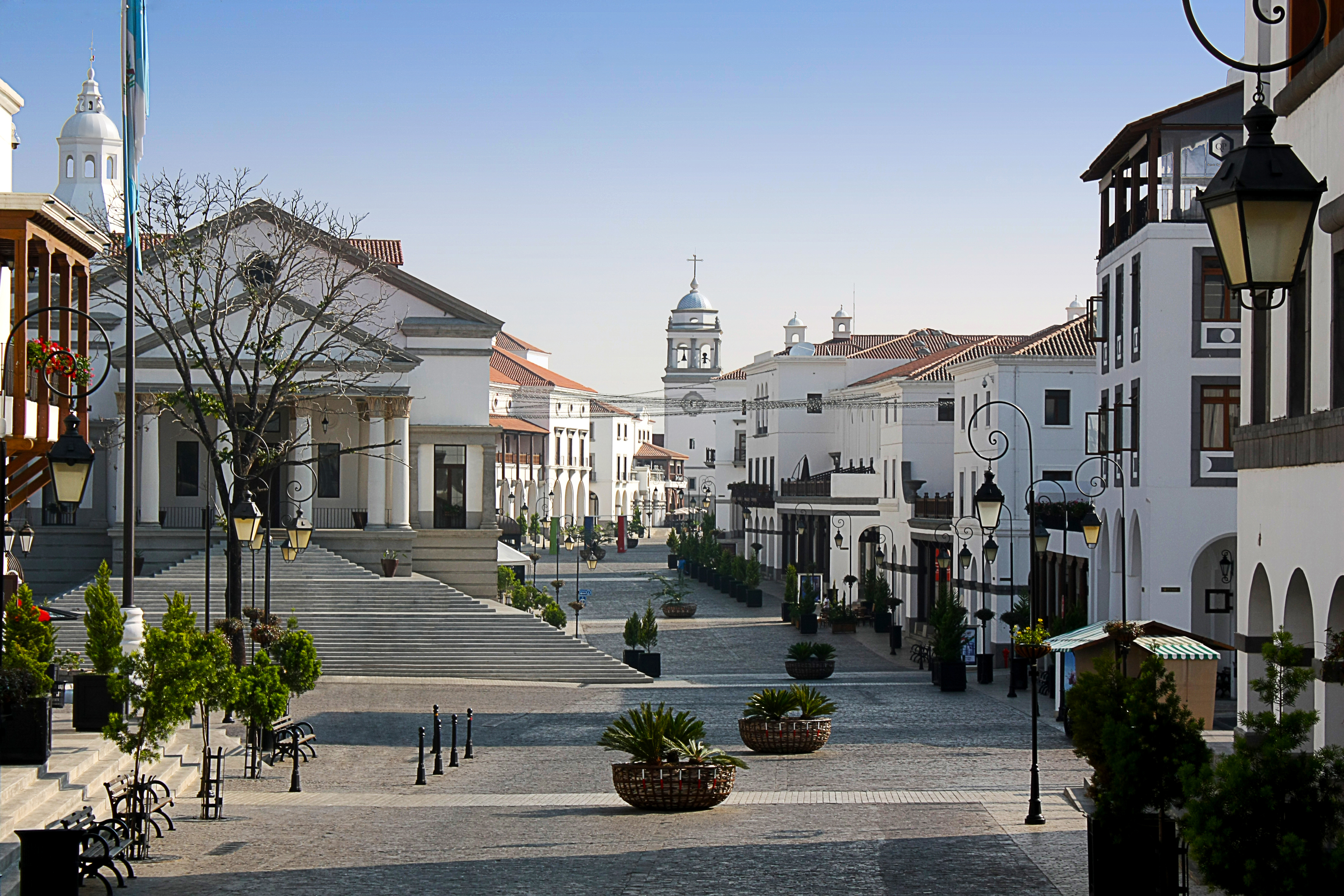
危地马拉，Ciudad Cayala Front View, 2013
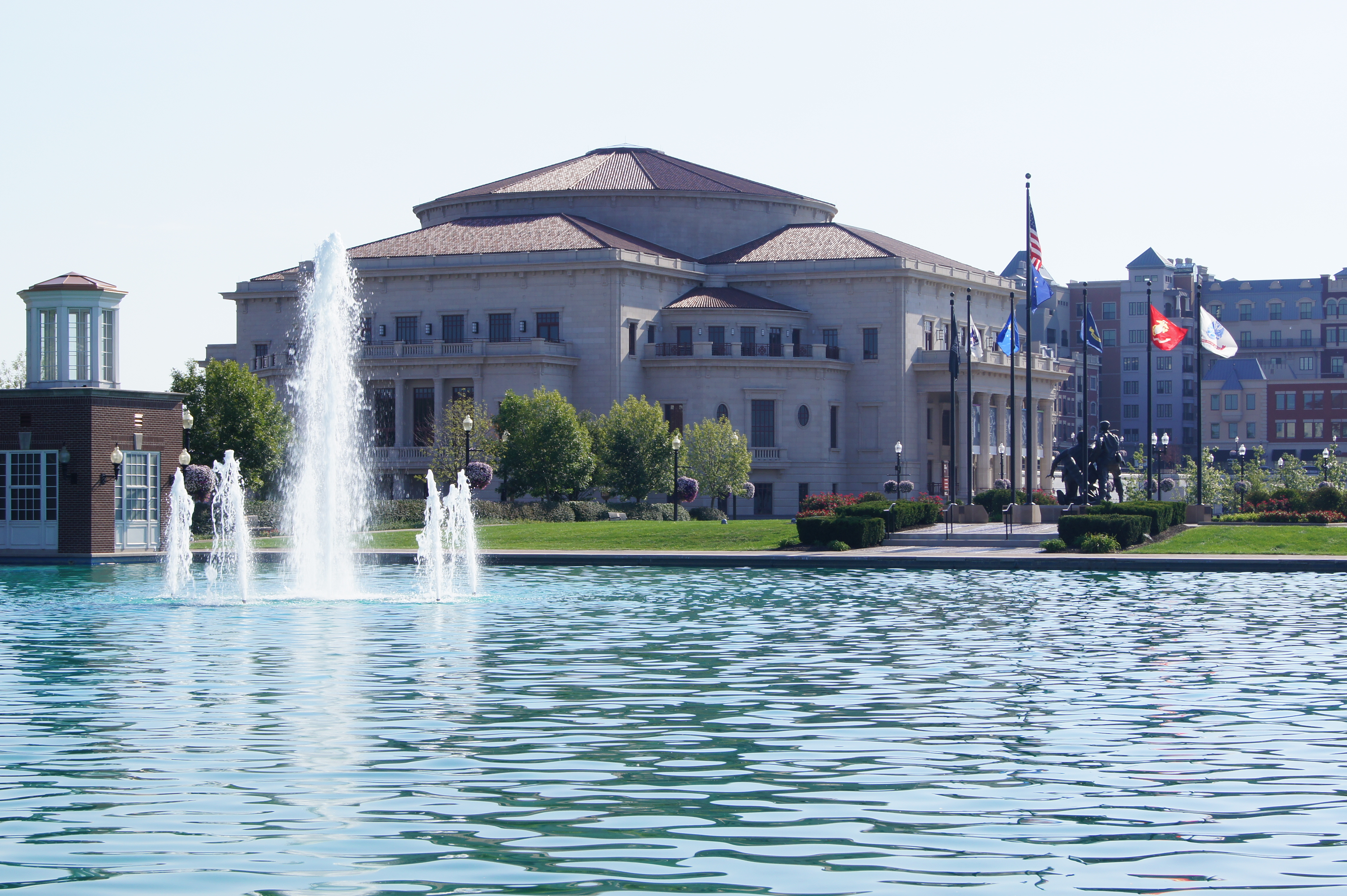
美国卡梅尔，The Palladium, 2015
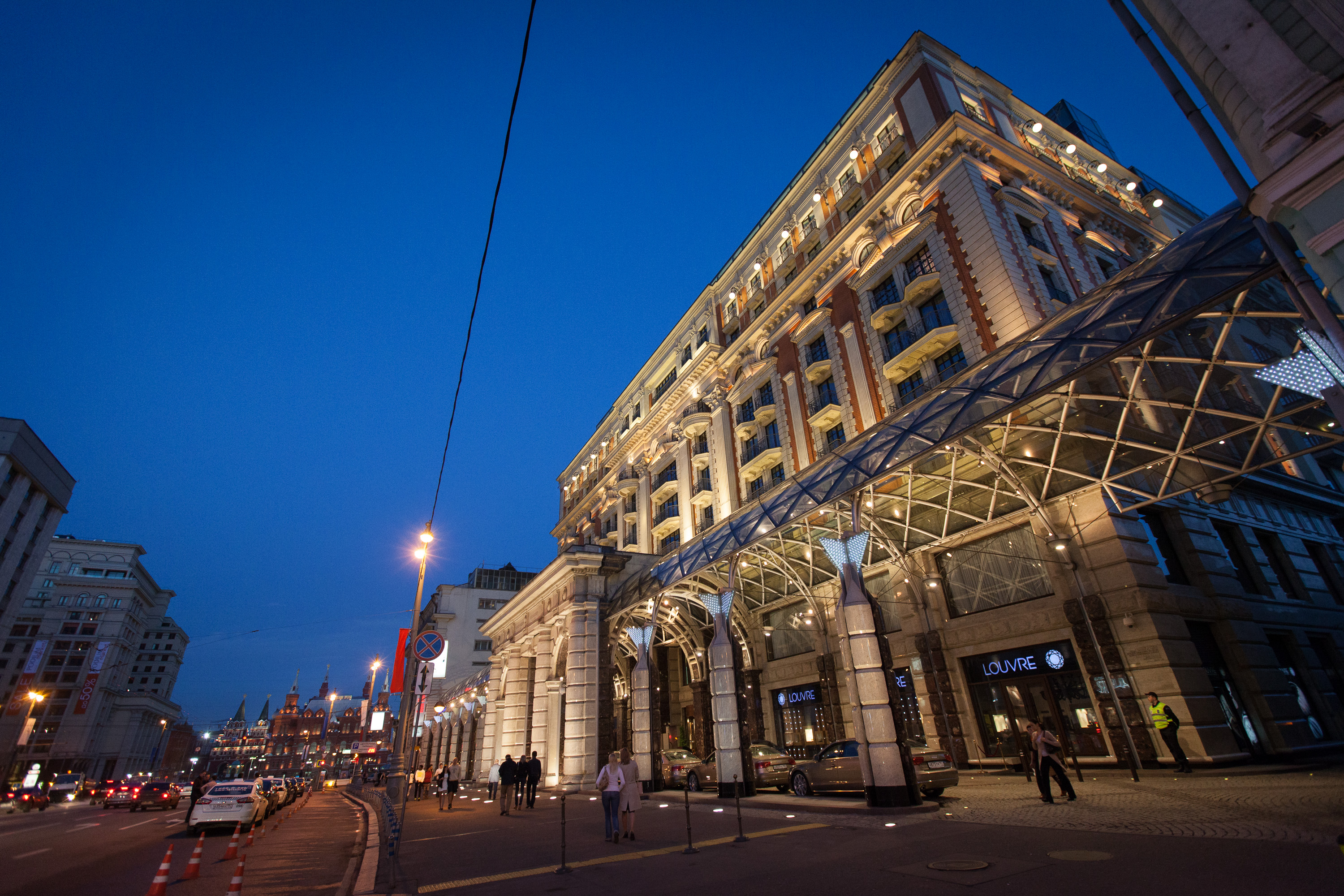
莫斯科特維爾大街3號（Tverskaya Street 3）麗思-卡爾頓酒店（Ritz-Carlton Hotel）（2007, Meerson Architects[24]）

## 外部連結
- Illustrated Glossary of Classical Architecture （页面存档备份，存于）
- Institute of Classical Architecture and Art （页面存档备份，存于）
- Traditional Architecture Group
- INTBAU - Universities / institutions offering traditional architecture courses by country （页面存档备份，存于）
- OpenSource Classicism （页面存档备份，存于） - project for free educational content about (new) classical architecture
- The architectural traditions are back – we should celebrate （页面存档备份，存于）, The Spectator, Hugh Pearman, 28 October 2017

案例
- Neohistorism Photo Group - New Classic Architecture （页面存档备份，存于）